# Lemme de Newman

Confluence.

Confluence locale.

En mathématiques et en informatique, plus précisément dans la théorie des relations binaires, le lemme de Newman dit qu'une relation binaire  noethérienne est confluente si elle  est localement confluente. Une démonstration relativement simple (induction sur une relation bien fondée) est due à Gérard Huet en 1980. La démonstration originale de Newman est plus compliquée, mais la méthode des diagrammes décroissants[Quoi ?] montre bien comment elle fonctionne.

## Explication de l'énoncé
Une relation binaire est noethérienne (ou se termine) si toute chaîne d'éléments reliés les uns aux autres par la relation est finie. Elle est localement confluente lorsque si depuis un élément t, on peut aller à t1 par la relation et on peut aussi aller à t2, alors de t1 et de t2 on peut aller par une chaîne de relations à un même élément t'. Elle est confluente lorsque si depuis un élément t, en appliquant une suite de relations on obtient t1, et en appliquant une autre suite de relations on obtient t2, alors t1 et t2 peuvent tous les deux aller vers un même élément t'.

## Contre-exemple lorsque la relation binaire n'est pas noethérienne
Considérons la relation binaire suivante → :
- a → b et b → a
- a → x
- b → y

La relation est localement confluente ; par exemple, a → x et a → b et x et b vont tous deux vers x (b → a → x). Par contre, la relation binaire n'est pas confluente : a → x et a → b → y, mais x et y ne peuvent aller vers un même élément (en effet depuis x ou y aucune flèche ne part).

## Démonstration

Démonstration du lemme de Newman. On applique la confluence locale (en vert) puis deux fois l'hypothèse d'induction (en orange et brun).

Le lemme de Newman se démontre par induction en utilisant le fait que la relation  est noethérienne. Considérons la propriété P(t) : si t → t1, t → t2, alors t1 et t2 vont vers le même élément t'. Si t → t1 en 0 étape (cela signifie t1 = t) ou si t → t2 en 0 étape (cela signifie t2 = t), t1 et t2 vont vers le même élément t'. Les autres cas sont illustrés par la figure de droite.

## Applications à la réécriture de termes
Si l'on sait qu'un système de réécriture est noethérien alors la confluence locale est décidable. Ainsi, par le lemme de Newman (et toujours si l'on sait qu'un système de réécriture est noethérien), la confluence est décidable.